# Jag är inte rädd för mörkret
Jag är inte rädd för mörkret è il decimo album discografico in studio del gruppo musicale rock svedese Kent, pubblicato nel 2012.

## Tracce
1. 999 – 6:53
2. Petroleum – 4:03
3. Isis & Bast – 4:15
4. Jag ser dig – 5:36
5. Tänd på – 4:44
6. Beredd på allt – 4:35
7. Ruta 1 – 4:14
8. Färger på natten – 4:14
9. Låt dom komma – 3:59
10. Hänsyn – 3:37

## Formazione
Gruppo
- Joakim Berg - voce, chitarra
- Martin Sköld - basso, tastiere
- Sami Sirviö - chitarra, tastiere
- Markus Mustonen - batteria, cori, tastiere, piano

Collaboratori
- Petra Marklund - cori